# Coulommes
Cet article possède un paronyme, voir Coulommiers.
Ne doit pas être confondu avec Coulommes-la-Montagne ou Coulommes-et-Marqueny.
Coulommes est une commune française située dans le département de Seine-et-Marne en région Île-de-France.

## Géographie

### Localisation
La commune est située à environ 13,5 km par la route au sud-est de Meaux,.

### Communes limitrophes
|                    | Boutigny (~1,9 km)          | Vaucourtois ~1,2 km |
|                    | Coulommes                   |                     |
| Bouleurs (~2,2 km) | Crécy-la-Chapelle (~4,7 km) | Sancy (~2,6 km)     |

Les autres communes proches incluent : Saint-Fiacre (~ 3,1 km), Quincy-Voisins (~ 3,7 km), Fublaines (~ 3,9 km), Villemareuil (~ 4,1 km), Nanteuil-lès-Meaux (~ 4,4 km), Villiers-sur-Morin (~ 4,4 km), Voulangis (~ 4,4 km), Couilly-Pont-aux-Dames (~ 5,2 km), La Haute-Maison (~ 5,2 km), Trilport (~ 5,7 km), Maisoncelles-en-Brie (~ 6,1 km), Mareuil-lès-Meaux (~ 6,1 km), Saint-Germain-sur-Morin (~ 6,4 km) et Montceaux-lès-Meaux (~ 6,7 km).

### Géologie et relief
L'altitude de la commune varie de 88 mètres à 159 mètres pour le point le plus haut, le centre du bourg se situant à environ 152 mètres d'altitude (mairie). Elle est classée en zone de sismicité 1, correspondant à une sismicité très faible.

### Hydrographie

#### Réseau hydrographique

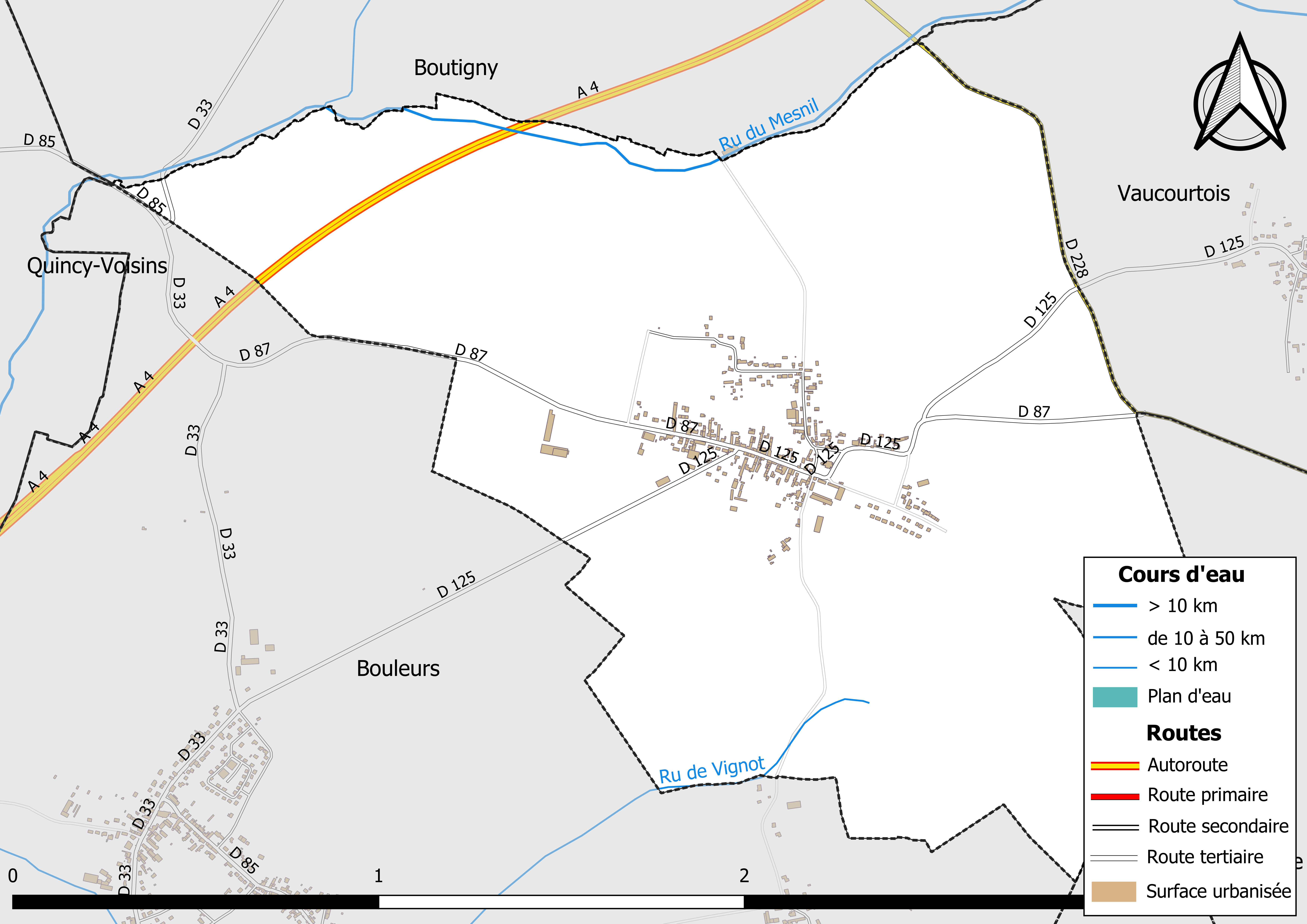
Carte des réseaux hydrographique et routier de Coulommes.

Le réseau hydrographique de la commune se compose de  trois cours d'eau référencés :
- le ru du Mesnil, 9,40 km[4], affluent du Grand Morin ;
  - le fossé 01 de Magny-Saint-Loup, 1,56 km[5], et ;
  - le ru de Vignot, 3,42 km[6], qui confluent avec le ru du Mesnil.

La longueur totale des cours d'eau sur la commune est de 2,41 km.

#### Gestion des cours d'eau
Afin d’atteindre le bon état des eaux imposé par la Directive-cadre sur l'eau du 23 octobre 2000, plusieurs outils de gestion intégrée s’articulent à différentes échelles : le SDAGE, à l’échelle du bassin hydrographique, et le SAGE, à l’échelle locale. Ce dernier fixe les objectifs généraux d’utilisation, de mise en valeur et de protection quantitative et qualitative des ressources en eau superficielle et souterraine. Le département de Seine-et-Marne est couvert par six SAGE, au sein du bassin Seine-Normandie.
La commune fait partie du SAGE « Petit et Grand Morin », approuvé le 21 octobre 2016. Le territoire de ce SAGE comprend les bassins du Petit Morin (630 km2) et du Grand Morin (1 185 km2). Le pilotage et l’animation du SAGE sont assurés par le syndicat Mixte d'Aménagement et de Gestion des Eaux (SMAGE) des 2 Morin, qualifié de « structure porteuse ».

### Climat
Pour des articles plus généraux, voir Climat de l'Île-de-France et Climat de Seine-et-Marne.
En 2010, le climat de la commune est de type climat océanique dégradé des plaines du Centre et du Nord, selon une étude du CNRS s'appuyant sur une série de données couvrant la période 1971-2000. En 2020, Météo-France publie une typologie des climats de la France métropolitaine dans laquelle la commune est exposée à un climat océanique altéré et est dans la région climatique Nord-est du bassin Parisien, caractérisée par un ensoleillement médiocre, une pluviométrie moyenne régulièrement répartie au cours de l’année et un hiver froid (3 °C).
Pour la période 1971-2000, la température annuelle moyenne est de 10,5 °C, avec une amplitude thermique annuelle de 14,9 °C. Le cumul annuel moyen de précipitations est de 723 mm, avec 11,3 jours de précipitations en janvier et 8,3 jours en juillet. Pour la période 1991-2020, la température moyenne annuelle observée sur la station météorologique la plus proche, située sur la commune de Changis-sur-Marne à 10 km à vol d'oiseau, est de 11,9 °C et le cumul annuel moyen de précipitations est de 710,1 mm,. Pour l'avenir, les paramètres climatiques de la commune estimés pour 2050 selon différents scénarios d'émission de gaz à effet de serre sont consultables sur un site dédié publié par Météo-France en novembre 2022.

### Milieux naturels et biodiversité
Aucun espace naturel présentant un intérêt patrimonial n'est recensé sur la commune dans l'inventaire national du patrimoine naturel,,.

## Urbanisme

### Typologie
Au 1er janvier 2024, Coulommes est catégorisée commune rurale à habitat dispersé, selon la nouvelle grille communale de densité à sept niveaux définie par l'Insee en 2022.
Elle est située hors unité urbaine. Par ailleurs la commune fait partie de l'aire d'attraction de Paris, dont elle est une commune de la couronne,. Cette aire regroupe 1 929 communes,.

### Lieux-dits et écarts
La commune compte 31 lieux-dits administratifs répertoriés consultables ici.

### Occupation des sols
L'occupation des sols de la commune, telle qu'elle ressort de la base de données européenne d’occupation biophysique des sols Corine Land Cover (CLC), est marquée par l'importance des territoires agricoles (92,8 % en 2018), une proportion identique à celle de 1990 (92,8 %). La répartition détaillée en 2018 est la suivante : 
terres arables (82,7% ), zones urbanisées (6,9% ), prairies (5,7% ), zones agricoles hétérogènes (4,5% ), forêts (0,2 %).
Parallèlement, L'Institut Paris Région, agence d'urbanisme de la région Île-de-France, a mis en place un inventaire numérique de l'occupation du sol de l'Île-de-France, dénommé le MOS (Mode d'occupation du sol), actualisé régulièrement depuis sa première édition en 1982. Réalisé à partir de photos aériennes, le Mos distingue les espaces naturels, agricoles et forestiers mais aussi les espaces urbains (habitat, infrastructures, équipements, activités économiques, etc.) selon une classification pouvant aller jusqu'à 81 postes, différente de celle de Corine Land Cover,,. L'Institut met également à disposition des outils permettant de visualiser par photo aérienne l'évolution de l'occupation des sols de la commune entre 1949 et 2018.

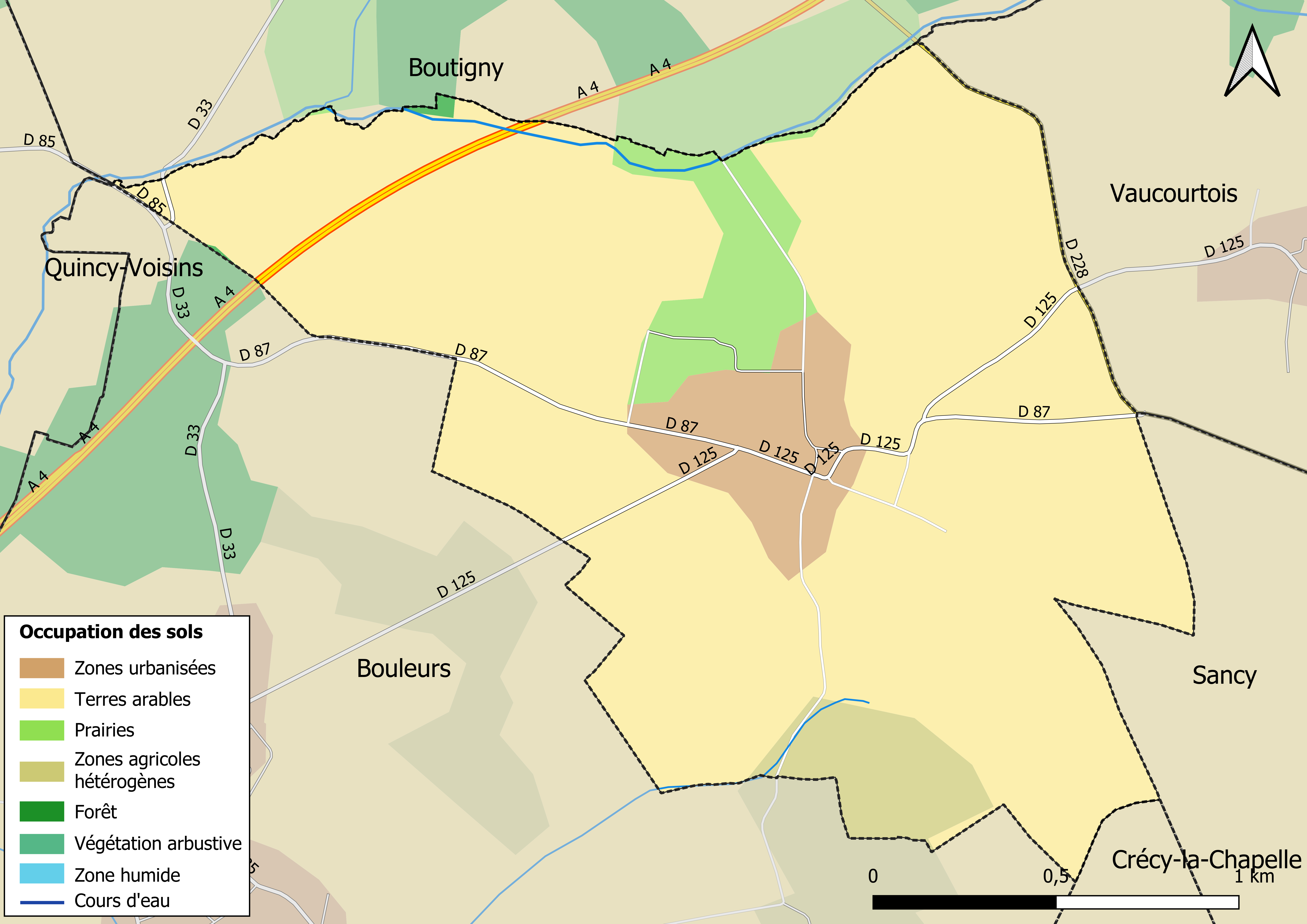
Carte des infrastructures et de l'occupation des sols en 2018 (CLC) de la commune.
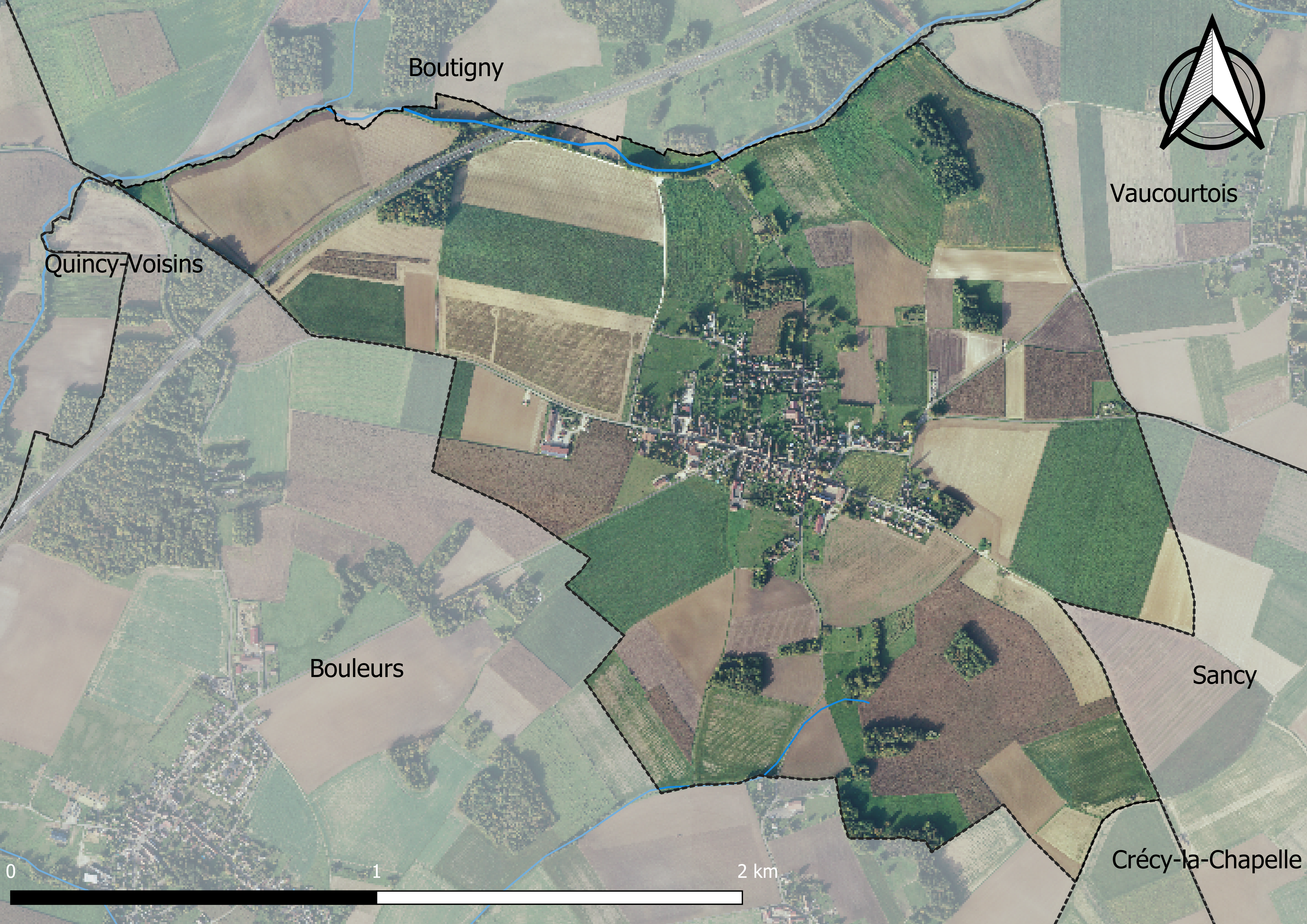
Carte orhophotogrammétrique de la commune.

### Planification
La loi SRU du 13 décembre 2000 a incité les communes à se regrouper au sein d’un établissement public, pour déterminer les partis d’aménagement de l’espace au sein d’un SCoT, un document d’orientation stratégique des politiques publiques à une grande échelle et à un horizon de 20 ans et s'imposant aux documents d'urbanisme locaux, les PLU (Plan local d'urbanisme). La commune est dans le territoire du SCOT Pays créçois, approuvé le 18 décembre 2019.
La commune disposait en 2019 d'un plan local d'urbanisme en révision. Le zonage réglementaire et le règlement associé peuvent être consultés sur le Géoportail de l'urbanisme.

### Logement
En 2017, le nombre total de logements dans la commune était de 191 dont 96,1 % de maisons (maisons de ville, corps de ferme, pavillons, etc.) et 3,4 % d'appartements.
Parmi ces logements, 87,3 % étaient des résidences principales, 1,7 % des résidences secondaires et 11 % des logements vacants.
La part des ménages fiscaux propriétaires de leur résidence principale s'élevait à 83,1 % contre 14,9 % de locataires et 1,9 % logés gratuitement.

### Voies de communication et transports

#### Transports
La commune est desservie par la ligne No 03B (Coulommiers – Meaux) du réseau de bus Brie et 2 Morin.

## Toponymie
Le nom de la localité est mentionné sous les formes Fortis domus de Colunmes vers 1172, ; Colomes en 1228 ; Colomme en 1228 ; Colummes en 1250 ; Territorium de Columpnis en 1284 ; Coulommes propre Vivarium en 1294 ; Colommes en 1405 ; Colanne en 1509 ; Coulommes en Brie en 1580 ; Colummae en 1657 ; Coullomme en 1757 (Cassini).

## Histoire
La Via Agrippa de l'Océan passe certainement par Coulommes. Cette portion de voie mise au jour mène au gué de Pommeuse où l'on retrouve la continuité de cette route reliant Auxerre à Beauvais (Lyon à Boulogne-sur-Mer). Ce village est cité pour la première fois en 1156 dans une charte de Henri le Libéral, comte de Champagne et de Brie "fortis domus de columnes". Le rôle des vassaux de ce comte, dressé vers 1172, fait connaître qu'il y avait une forteresse dans Coulommes et que les Templiers y possédaient des biens. Ces religieux cessèrent d'être propriétaires au XIVe siècle et la forteresse devint une ferme.
Une voie antique, le Chemin Paré, traverse le territoire de la commune. Elle date certainement de l'époque gauloise, améliorée par l'occupant romain après la conquête pour relier Lyon à Boulogne-sur-Mer. Dans le village, la Grande Rue en emprunte le tracé. Coulommes tire d'ailleurs son nom de la présence à cet endroit d'une colonne militaire (clumnae en latin), sorte de borne kilométrique de l'époque. Des sépultures peut-être gallo-romaines ont été découvertes au milieu du XIXe siècle le long du Chemin Paré.
En 1560, pendant les guerres religieuses, l'église de Coulommes fut saccagée par les Huguenots puis, pendant la Ligue, tandis que continuellement les troupes des deux parties se livraient des combats dans la contrée, la forteresse de Coulommes, défendue par les royalistes, fut attaquée par les ligueurs le 1er juin 1590. De l'ancien manoir, abandonné par ses seigneurs et tombé en ruines, il ne reste plus qu'une superbe tour restaurée en 1730, et transformée aujourd'hui en colombier de ferme inscrit à l'inventaire des monuments historiques.
L'abbé Capy, qui était curé de Coulommes depuis 1783, dut abandonner sa cure, au moment de la Révolution, pour avoir mis des conditions restrictives au serment d'entier soutien de la Constitution. Après un an de retraite en la ville de Meaux, il fut arrêté comme provocateur, incarcéré à la prison de Meaux et massacré le 4 septembre 1792, ainsi que six autres prêtres réfractaires et sept prisonniers pour des délits communs.
En 1829, l'activité économique de la commune est caractérisée par l'élevage, la production de fromages ainsi que la viticulture.
Coulommes compte alors 481 habitants et amorce un long déclin démographique. À partir de 1968, la population d'environ 200 habitants augmente, et double entre 1962 et 1999. Elle conserve sa tradition agricole et compte plusieurs fermes et deux cidriers.
Du pétrole est découvert le 22 février 1958, à 1 875 m de profondeur dans les sous-sols du village.
La commune fait l'actualité durant l'affaire Gouardo. L'attitude des habitants et des élus de la commune, qui préfèrent garder le silence alors que la plupart d'entre eux, dont le maire du village,, étaient au courant des agissements du tortionnaire entre 1975 et 1999, a fait l'objet de plusieurs articles dans la presse.

## Politique et administration

### Liste des maires
| Période                                  | Période  | Identité          | Étiquette | Qualité                            |
| ---------------------------------------- | -------- | ----------------- | --------- | ---------------------------------- |
| Les données manquantes sont à compléter. |          |                   |           |                                    |
| 1989                                     | 2008     | Prudent Delagarde |           |                                    |
| 2008                                     | mai 2015 | Daniel Gaboyard   |           |                                    |
| 11 mai 2015                              | En cours | Françoise Bernard |           | Retraitée de l’Éducation Nationale |

## Équipements et services

### Eau et assainissement
L’organisation de la distribution de l’eau potable, de la collecte et du traitement des eaux usées et pluviales relève des communes. La loi NOTRe de 2015 a accru le rôle des EPCI à fiscalité propre en leur transférant cette compétence. Ce transfert devait en principe être effectif au 1er janvier 2020, mais la loi Ferrand-Fesneau du 3 août 2018 a introduit la possibilité d’un report de ce transfert au 1er janvier 2026,.

#### Assainissement des eaux usées
En 2020, la gestion du service d'assainissement collectif de la commune de Coulommes est assurée par la communauté d'agglomération Coulommiers Pays de Brie (CACPB) pour la collecte, le transport et la dépollution. Ce service est géré en délégation par une entreprise privée,,.
L’assainissement non collectif (ANC) désigne les installations individuelles de traitement des eaux domestiques qui ne sont pas desservies par un réseau public de collecte des eaux usées et qui doivent en conséquence traiter elles-mêmes leurs eaux usées avant de les rejeter dans le milieu naturel. Le  assure pour le compte de la commune le service public d'assainissement non collectif (SPANC), qui a pour mission de vérifier la bonne exécution des travaux de réalisation et de réhabilitation, ainsi que le bon fonctionnement et l’entretien des installations,.

#### Eau potable
En 2020, l'alimentation en eau potable est assurée par  le SMAAEP de Crécy_Boutigny et Environs qui en a délégué la gestion à l'entreprise Veolia, dont le contrat expire le 31 décembre 2025,,.

## Population et société

### Démographie
L'évolution du nombre d'habitants est connue à travers les recensements de la population effectués dans la commune depuis 1793. Pour les communes de moins de 10 000 habitants, une enquête de recensement portant sur toute la population est réalisée tous les cinq ans, les populations de référence des années intermédiaires étant quant à elles estimées par interpolation ou extrapolation. Pour la commune, le premier recensement exhaustif entrant dans le cadre du nouveau dispositif a été réalisé en 2005.

En 2022, la commune comptait 534 habitants, en évolution de +29,3 % par rapport à 2016 (Seine-et-Marne : +3,92 %, France hors Mayotte : +2,11 %).
| 1793 | 1800 | 1806 | 1821 | 1831 | 1836 | 1841 | 1846 | 1851 |
| ---- | ---- | ---- | ---- | ---- | ---- | ---- | ---- | ---- |
| 422  | 419  | 466  | 474  | 449  | 435  | 443  | 458  | 444  |

| 1856 | 1861 | 1866 | 1872 | 1876 | 1881 | 1886 | 1891 | 1896 |
| ---- | ---- | ---- | ---- | ---- | ---- | ---- | ---- | ---- |
| 453  | 414  | 388  | 392  | 383  | 350  | 345  | 357  | 326  |

| 1901 | 1906 | 1911 | 1921 | 1926 | 1931 | 1936 | 1946 | 1954 |
| ---- | ---- | ---- | ---- | ---- | ---- | ---- | ---- | ---- |
| 289  | 277  | 261  | 224  | 243  | 225  | 207  | 220  | 212  |

| 1962 | 1968 | 1975 | 1982 | 1990 | 1999 | 2005 | 2006 | 2010 |
| ---- | ---- | ---- | ---- | ---- | ---- | ---- | ---- | ---- |
| 191  | 265  | 278  | 317  | 361  | 394  | 411  | 411  | 402  |

| 2015 | 2020 | 2022 | - | - | - | - | - | - |
| ---- | ---- | ---- | - | - | - | - | - | - |
| 414  | 517  | 534  | - | - | - | - | - | - |

### Événements
Fête du cheval tous les ans (en septembre).
N'existe plus depuis 2009.

## Économie

### Revenus de la population et fiscalité
En 2018, le nombre de ménages fiscaux de la commune était de 180, représentant 502 personnes et la  médiane du revenu disponible par unité de consommation  de 26 250 euros.

### Emploi
En 2018, le nombre total d’emplois dans la zone était de 48, occupant 258 actifs  résidants (dont 7,6 % dans la commune de résidence et 92,4 % dans une commune autre que la commune de résidence).
Le taux d'activité de la population (actifs ayant un emploi) âgée de 15 à 64 ans s'élevait à 82,5 % contre un taux de chômage de 2 %. 
Les 15,5 % d’inactifs se répartissent de la façon suivante : 10,3 % d’étudiants et stagiaires non rémunérés, 2,6 % de retraités ou préretraités et 2,6 % pour les autres inactifs.

### Secteurs d'activité

#### Entreprises et commerces
Au 31 décembre 2019, le nombre d’unités légales et d’établissements (activités marchandes hors agriculture) par secteur d'activité était de 24 dont 1 dans l’industrie manufacturière, industries extractives et autres, 7 dans la construction, 2 dans le commerce de gros et de détail, transports, hébergement et restauration, 2 dans l’Information et communication, 6 dans les activités spécialisées, scientifiques et techniques et activités de services administratifs et de soutien, 1 dans l’administration publique, enseignement, santé humaine et action sociale et 5  étaient relatifs aux autres activités de services.
En 2020, 6 entreprises individuelles ont été créées sur le territoire de la commune.
Au 1er janvier 2021, la commune ne disposait pas d’hôtel et de terrain de camping.

#### Agriculture
Coulommes est dans la petite région agricole dénommée la « Brie laitière » (anciennement Brie des étangs), une partie de la Brie à l'est de Coulommiers. En 2010, l'orientation technico-économique de l'agriculture sur la commune est diverses cultures (hors céréales et oléoprotéagineux, fleurs et fruits).
Si la productivité agricole de la Seine-et-Marne se situe dans le peloton de tête des départements français, le département enregistre un double phénomène de disparition des terres cultivables (près de 2 000 ha par an dans les années 1980, moins dans les années 2000) et de réduction d'environ 30 % du nombre d'agriculteurs dans les années 2010. Cette tendance n'est pas confirmée au niveau de la commune qui voit le nombre d'exploitations rester constant entre 1988 et 2010. Parallèlement, la taille de ces exploitations augmente, passant de 65 ha en 1988 à 86 ha en 2010.
Le tableau ci-dessous présente les principales caractéristiques des exploitations agricoles de Coulommes, observées sur une période de 22 ans : 
|                                      | 1988 | 2000 | 2010 |
| ------------------------------------ | ---- | ---- | ---- |
| Dimension économique,                |      |      |      |
| Nombre d’exploitations (u)           | 9    | 7    | 9    |
| Travail (UTA)                        | 16   | 10   | 9    |
| Surface agricole utilisée (ha)       | 589  | 624  | 772  |
| Cultures                             |      |      |      |
| Terres labourables (ha)              | 543  | 584  | 714  |
| Céréales (ha)                        | 372  | 388  | 467  |
| dont blé tendre (ha)                 | 260  | s    | s    |
| dont maïs-grain et maïs-semence (ha) | 106  | 87   | 132  |
| Tournesol (ha)                       | 25   |      |      |
| Colza et navette (ha)                | 0    | s    | s    |
| Élevage                              |      |      |      |
| Cheptel (UGBTA)                      | 174  | 117  | 64   |

## Culture locale et patrimoine

### Lieux et monuments
- Ancienne maison forte, devenue ferme, avec colombier  Inscrit MH (1987, Pigeonnier de la Ferme)[66].
- Église Saint-Laurent.

Elle est placée au centre d'une place, ancien cimetière dont le mur d'enceinte a été remplacé par des tilleuls. Il s'agit d'une église cruciforme à chevet plat.
Le chœur, les voûtes de carré et nord du transept datent du XIIIe siècle. Le maître autel a été posé en 1856.
Le clocher a été construit en 1865. Il s'agit d'une tour carrée à trois niveaux, abritant deux cloches (Claude Albert et Laurence Jeanne Aglaé) et dotée d'une couverture à quatre pans, en ardoise, restaurée en 1978.
Des travaux de restauration menés en 1998 et 2001 ont révélé dans le bâtiment des vestiges d'enduits peints et gravés d'arabesques, un encadrement de retable et une chaire en bois polychrome, ainsi qu'un chapiteau inachevé.

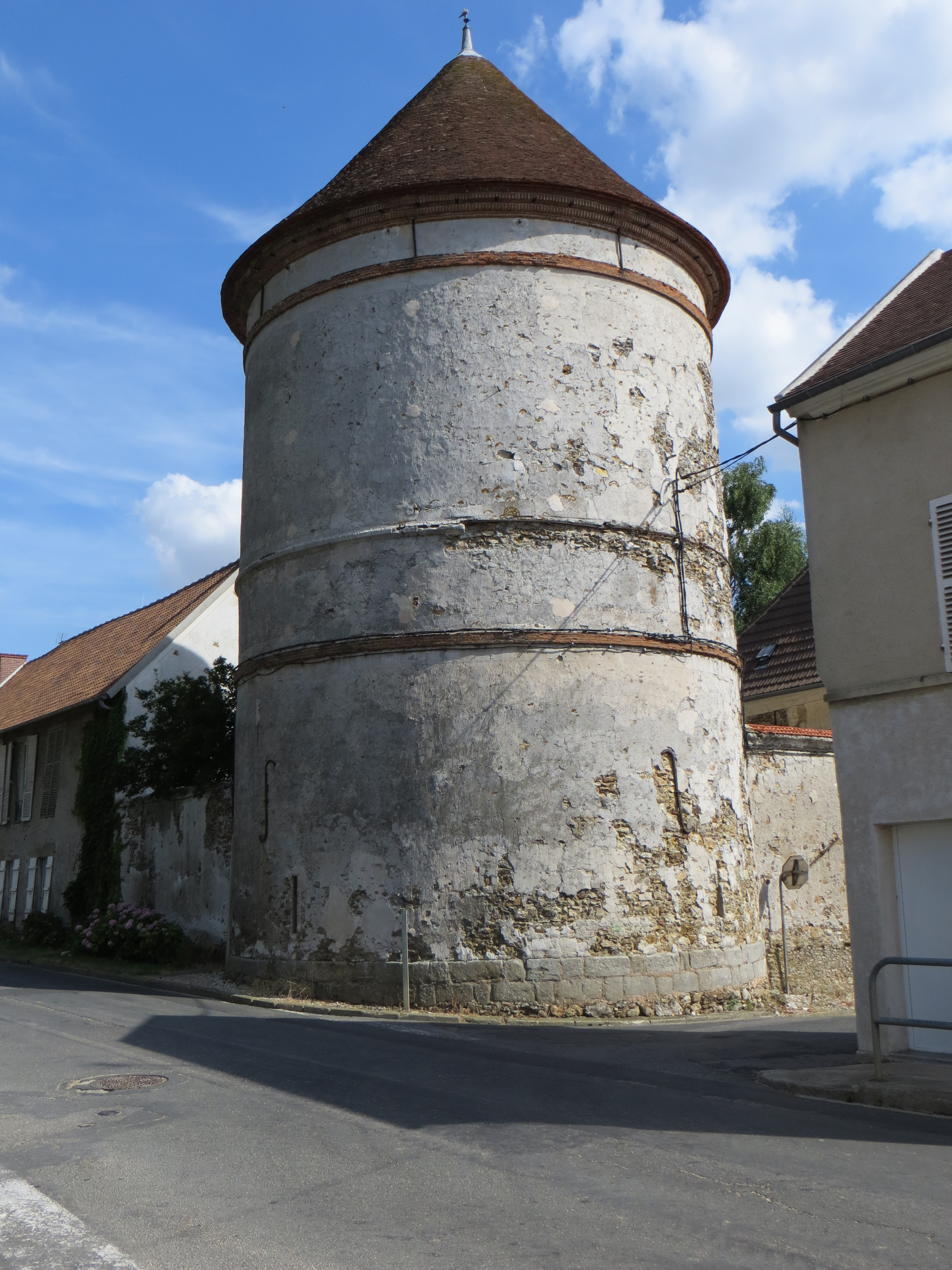
Colombier.
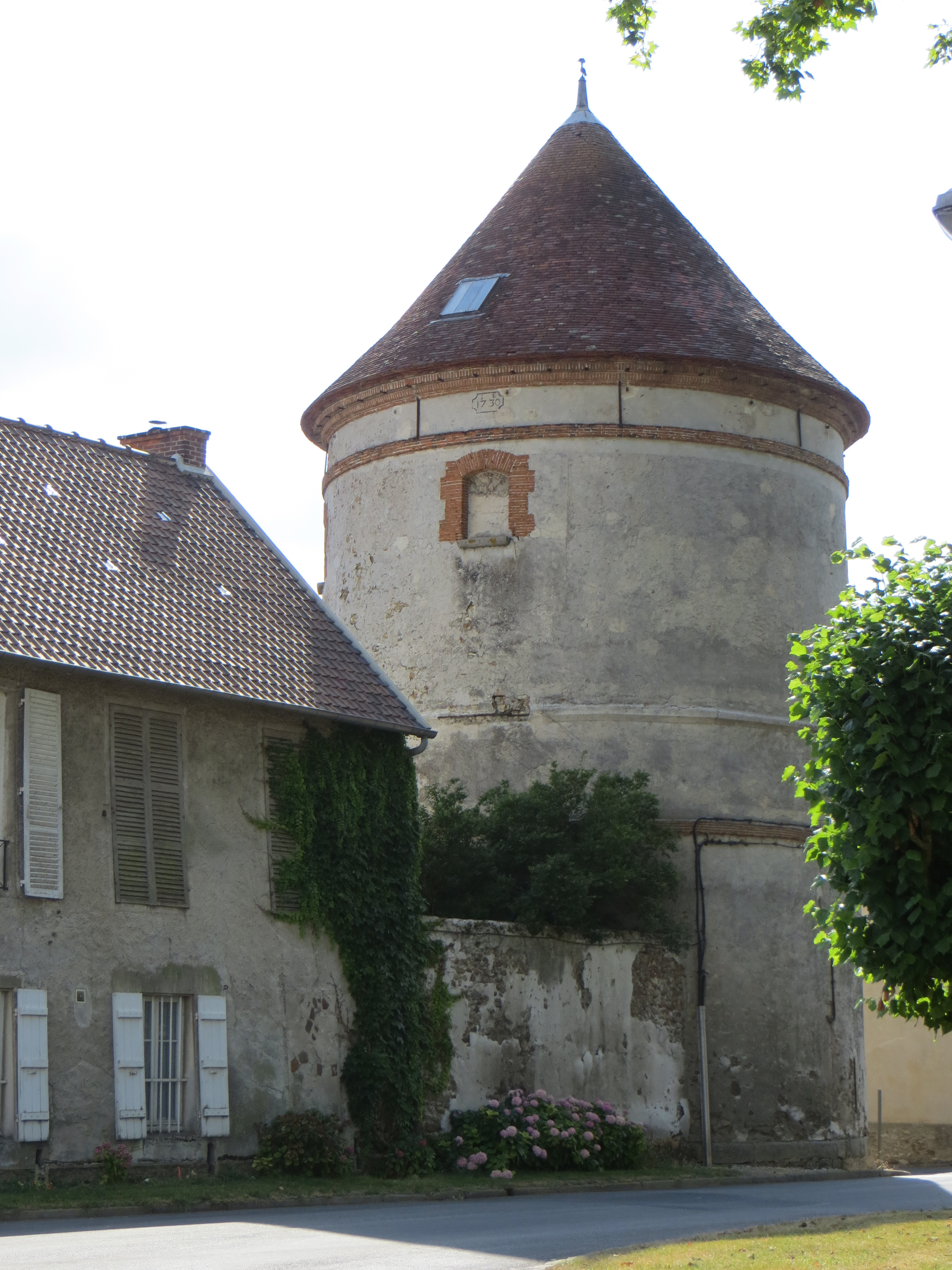
Colombier.
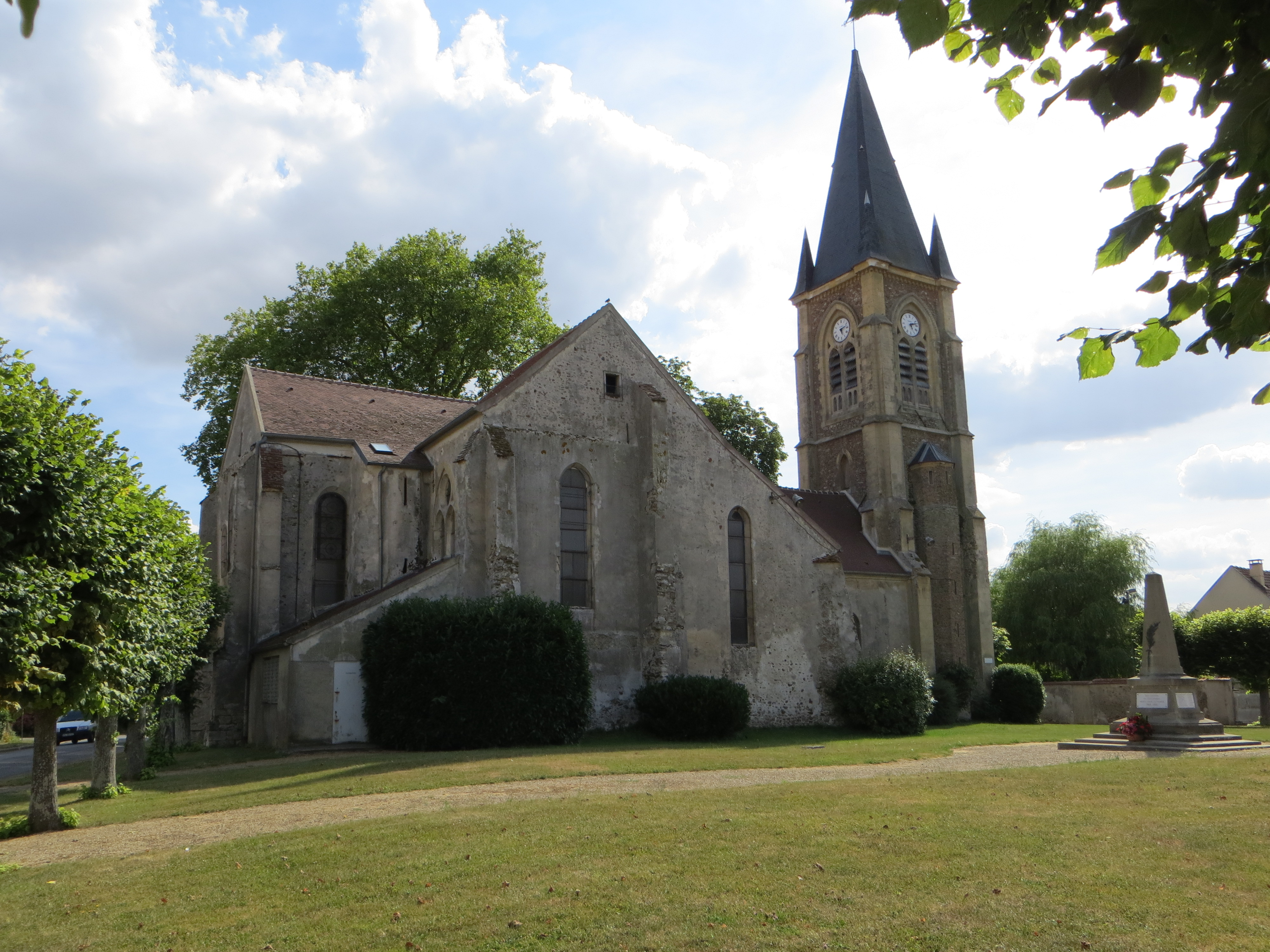
Vue d'ensemble de l'église.
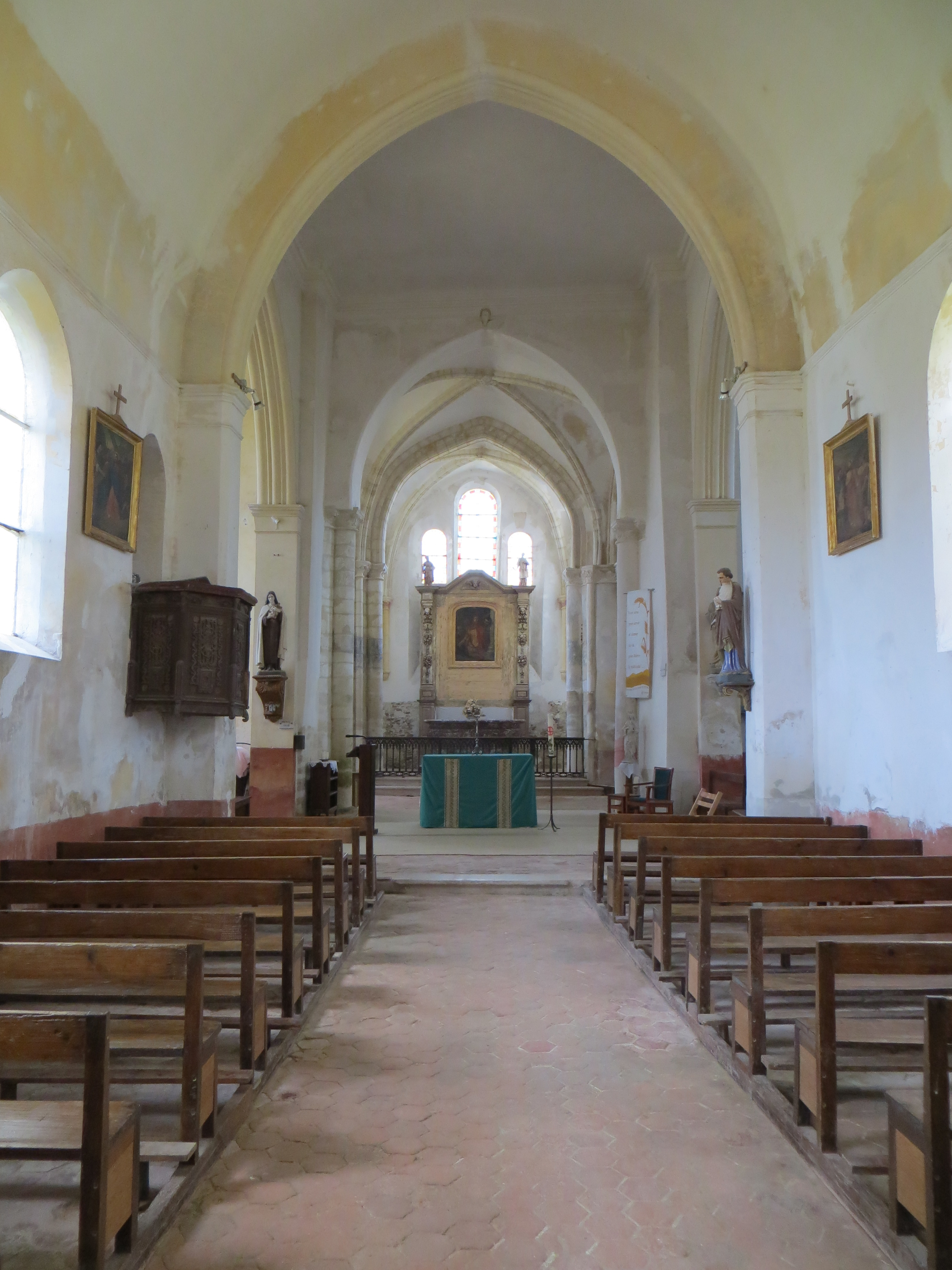
Nef de l'église.
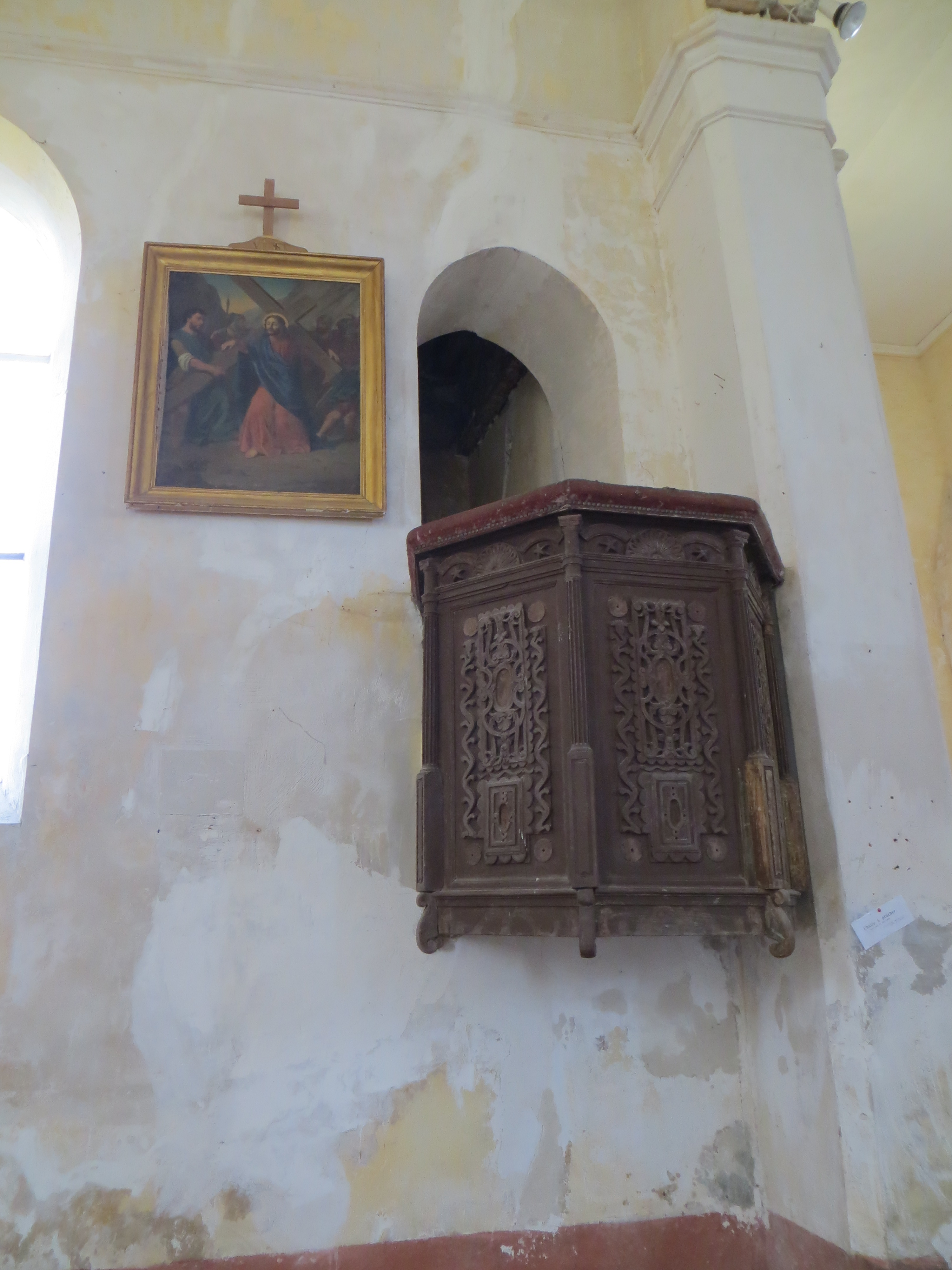
Chaire.